# Reetzerhütten
Reetzerhütten ist ein Ortsteil der Gemeinde Wiesenburg/Mark im Landkreis Potsdam-Mittelmark im Land Brandenburg.

## Geografische Lage
Der Ortsteil liegt vier Kilometer westlich des Gemeindezentrums. Nördlich liegt der Wohnplatz Alte Hölle, westlich der weitere Ortsteil Reetz sowie südöstlich der weitere Wohnplatz Tränkeberg. Die Wohnbebauung konzentriert sich um die Bundesstraße 246, die von Westen kommend in östlicher Richtung durch den Ort führt. Laut der Gemeinde Wiesenburg/Mark besitzt die Gemarkung von Reetzerhütten den höchsten Bewaldungsgrad im Gemeindegebiet.

## Geschichte und Etymologie

### 16. bis 18. Jahrhundert
Im Jahr 1592 entstand östlich von Reetz eine Teerhütte, die als vom Heidelande zu Zipsdorff, Röitz, und bey der Theerhütten gelegen war. Eine Hälfte gehörte bis 1872 der Familie Brandt von Lindau aus Schmerwitz. Der zweite Teil gehörte bis 1755 der Familie Brandt von Lindau aus Wiesenburg. Im Dorf lebten im Jahr 1684 ein Teerschwelermeister, ein Böttcher und ein Unterläufer. Reetzerhütten wurde um 1710 als Pechhütte bezeichnet und entwickelte sich rasch. Im Jahr 1716 lebten bereits 22 Wirte im Ort. Im Jahr 1755 übernahm die Familie von Trotta und von Watzdorf aus Wiesenburg bzw. Mahlsdorf den Wiesenburgschen Anteil der Familie Brandt von Lindau und übergaben ihn 1765 an einen Zweig der Familie aus Mahlsdorf. In dieser Zeit lebten im Jahr 1761 im Schmerwitzer Anteil insgesamt 18 Einwohner, darunter auch der Dorfschulze. Im gesamten Dorf lebten im Jahr 1777 insgesamt 28 Häusler in offenbar sehr ärmlichen Verhältnissen („in elenden Hütten“); drei Stellen waren wüst. Aus dem Jahr 1791 ist die Bezeichnung Reezscherhütten überliefert.

### 19. Jahrhundert
Im Jahr 1837 standen im Dorf insgesamt 36 Wohnhäuser. Reetzerhütten entwickelte sich und belegte im Jahr 1858 eine Fläche von 3001 Morgen (Mg), darunter 2700 Mg Wald, 20 Mg Gehöfte, 23 Mg Gartenland, 250 Mg Acker, 7 Mg Wiese und ein Mg Torf. Im Ort standen ein öffentliches, 48 Wohn- und 66 Wirtschaftsgebäude, darunter auch eine Getreidemühle. Ein Jahr später wurde der Mahlsdorfer Anteil der Büdneretablissement Reetzerhütten nach Reetz eingemeindet. Reetzerhütten bestand im Jahr 1891 aus dem Dorf mit Ziegelei.

### 20. Jahrhundert
Zur Jahrhundertwende standen im Dorf insgesamt 71 Häuser auf 64 Hektar Land. Im Jahr 1928 wurden vom Gutsbezirk Mahlsdorf und vom Gutsbezirk Schmerwitz der östlich der Reetzer Allee liegende Teil des südlichen Reviers eingemeindet. Reetzerhütten wurde 1931 Landgemeinde, in der 93 Wohnhäuser standen und 105 Haushaltungen lebten. Zum Dorf gehörten die Wohnplätze Mahlsdorf, Forsthaus Alte Hölle, Forsthaus Kalotsche und Forsthaus Reetzerhütten. Es gab einen land- und forstwirtschaftlichen Betrieb, der mehr als 100 Hektar groß war, zwei Betriebe waren zwischen 20 und 100 Hektar, neun zwischen 5 und 10 Hektar sowie 55 zwischen 0,5 und 5 Hektar groß (1939).
Nach dem Zweiten Weltkrieg wurden 1761,34 Hektar Fläche enteignet: 16,68 Hektar Acker und 1744,66 Hektar Wald. Aus der Gemeinde Schmerwitz erhielt das Dorf eine Zulage von 71 Hektar. Hiervon wurden 1585 Hektar auf 57 Eigentümer aufgeteilt: 14,3 Hektar Acker, 15,2 Hektar Wiese, 107,49 Hektar Wald. Weitere 218 Hektar erhielt die Gemeinde Medewitz, 102,12 Hektar die Gemeinde Medewitzerhütten, 380,8 Hektar die Gemeinde Reetz und 91,5 Hektar an die Gemeinde Reppinichen(?). Die Landgemeinde bestand im Jahr 1957 mit den Wohnplätzen Mahlsdorf, Bahnhof Wiesenburg, Alte Hölle und Försterei Tränkeberg sowie ab 1964 nur noch mit dem Ortsteil Mahlsdorf. Im Jahr 1960 gründeten sich zwei LPGs Typ I mit 57 Mitgliedern und 232 Hektar Fläche, die sich nur ein Jahr später zusammenschlossen und 1972 mit der LPG Typ I in Reetz vereinigt wurden. Im Jahr 1973 bestand im Dorf die Kooperative Abteilung Pflanzenproduktion.

## Bevölkerungsentwicklung
| Jahr      | 1817 | 1837 | 1858 | 1871 | 1885 | 1895 | 1905 | 1925 | 1939 | 1946 | 1964 | 1971 |
| Einwohner | 186  | 219  | 248  | 271  | 371  | 352  | 338  | 330  | 404  | 551  | 544  | 483  |

## Kultur und Sehenswürdigkeiten

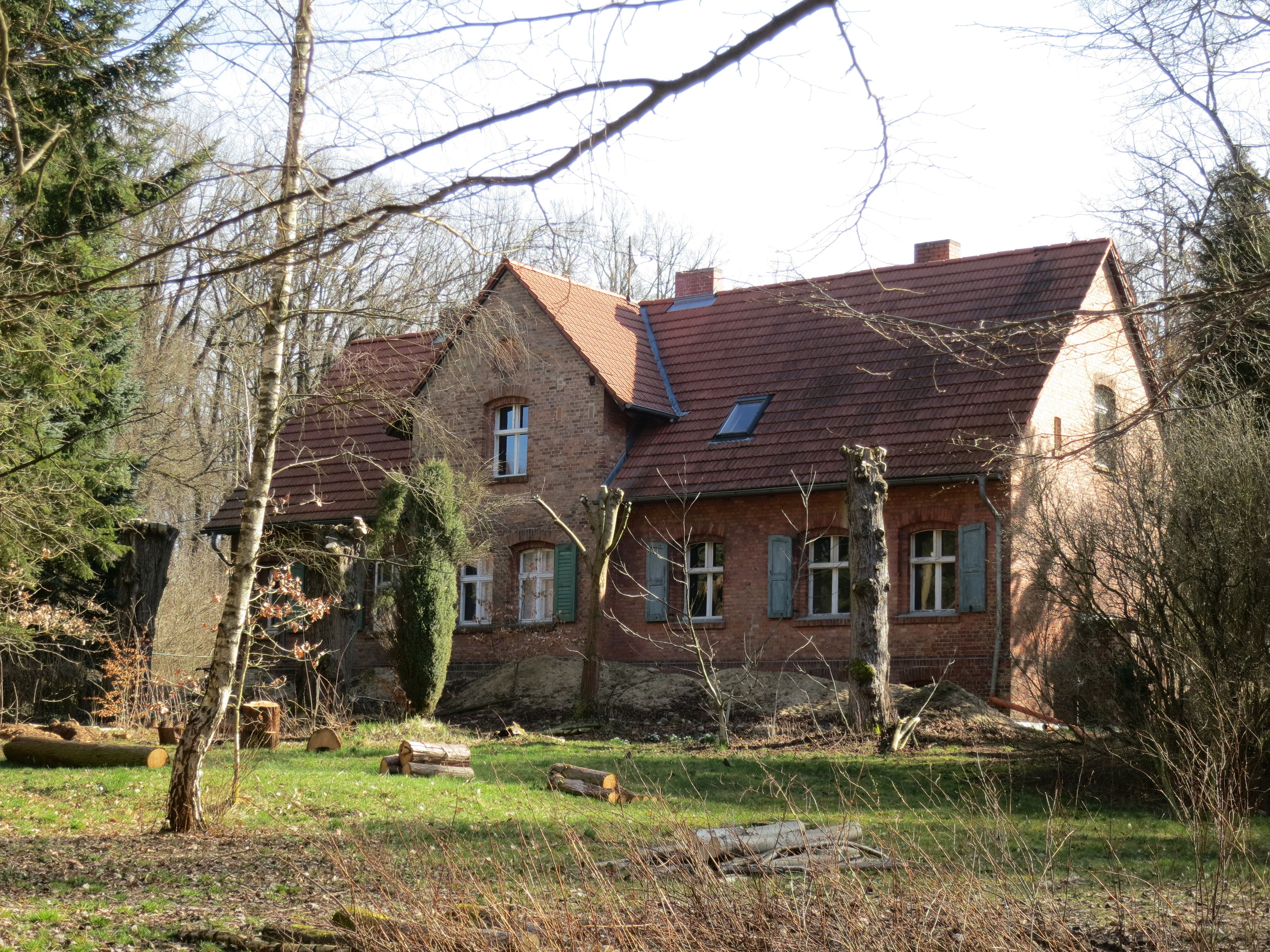
Försterei Tränkeberg

- Das Forsthaus unweit des Bahnhofs Wiesenburg ist ein um 1890 entstandener Ziegelbau mit Satteldach; es steht unter Denkmalschutz
- Osterfeuer, Herbstfeuer
- Aufstellen einer Pfingstmaie am Pfingstsonnabend
- monatliche Rentnertreffen und thematisierte Veranstaltungen
- Dorffest im Sommer
- Reetzerhüttener Acker-Staffel-Lauf
- Tag der offenen Tür der Freiwilligen Feuerwehr
- Live in Hell Veranstaltungsreihe in der Alten Hölle

## Vereine
- Freiwillige Feuerwehr Reetzerhütten
- Stammtischrunde
- Rentnergruppe
- Alte Hölle e.V.
- gehaktes.e.V.

## Persönlichkeiten
- Andreas Bruno Wachsmuth (1890–1981), Germanist, Literaturwissenschaftler, sowie langjähriger Präsident der deutschen Goethe-Gesellschaft in Weimar, geboren in Reetzerhütten